# Mademoiselle chante...
Mademoiselle chante... è il primo album in studio della cantante francese Patricia Kaas, pubblicato nel 1988.

## Tracce
1. Mon mec à moi – 4:14
2. Venus des abribus – 3:55
3. D'Allemagne – 4:25
4. Des mensonges en musique – 4:19
5. Un dernier blues – 1:37
6. Quand Jimmy dit – 3:42
7. Souvenir de l'Est – 2:56
8. Elle voulait jouer cabaret – 4:02
9. Mademoiselle chante le blues – 3:48
10. Chanson d'amour pas finie – 1:36